# Ozar
Ozar é uma vila no distrito de Nashik, no estado indiano de Maharashtra.

## Demografia
Segundo o censo de 2001, Ozar tinha uma população de 45,770 habitantes. Os indivíduos do sexo masculino constituem 53% da população e os do sexo feminino 47%. Ozar tem uma taxa de literacia de 78%, superior à média nacional de 59.5%: a literacia no sexo masculino é de 82% e no sexo feminino é de 73%. Em Ozar, 11% da população está abaixo dos 6 anos de idade.